# ルイス・レヴァンドフスキ
ルイス・レヴァンドフスキ（Louis Lewandowski, 1821年4月23日 - 1894年2月4日）は、ドイツのユダヤ音楽の作曲家。

## 生涯

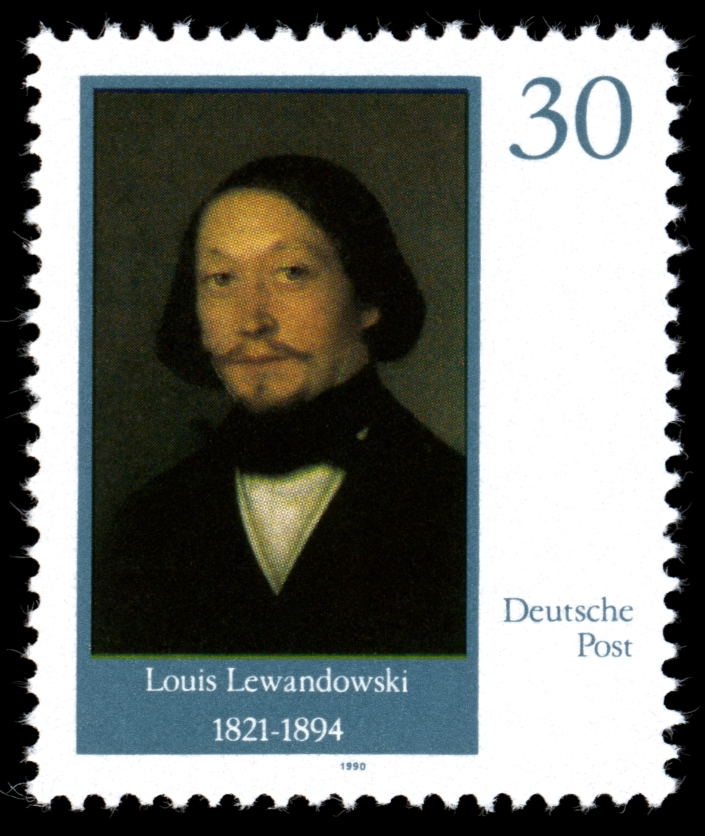
ドイツの切手に描かれたレヴァンドフスキ 1990年

レヴァンドフスキはプロイセンのポーゼン地方のヴレッシェン（Wreschen）に生まれた。12歳でベルリンへと赴き、そこでピアノと声楽を学んでシナゴーグのボーイソプラノ独唱者となった。その後3年間アドルフ・ベルンハルト・マルクスの薫陶を受け、プロイセン芸術アカデミーの作曲家に入学した。アカデミーではカール・フリードリヒ・ルンゲンハーゲンとエドゥアルド・グレルより教えを受けた。高い成績で卒業したレヴァンドフスキは、1840年にベルリンのシナゴーグで合唱指揮者となる。そこで彼は、シナゴーグの式典が音楽的に発展を遂げるために極めて貴重な礼拝音楽を作曲した。彼の主要作品には合唱曲「Kol Rinnah u-Tefillah」、混声合唱と独唱、オルガンのための「Todah ve-Zimrah」、独唱、合唱とオルガンのための40の詩篇、交響曲、序曲、カンタータ、歌曲がある。
1866年、レヴァンドフスキは『ロイヤル・ミュージック・ディレクター』の称号に与る。まもなく、彼はベルリンのノイエ・シナゴーグの合唱指揮者に任用され、シナゴーグのために完全な礼拝音楽の作曲を行う。彼が合唱、カントール、オルガンのために編曲した古代ヘブライの旋律群は偉大な作品であるとみなされており、非常に簡素ながらも深い宗教的心情が込められている。レヴァンドフスキの門下からは多くの優れたカントールが巣立った。彼は老齢・貧窮音楽家協会（Institute for Aged and Indigent Musicians）を設立し、自ら運営して成功に導いた。
レヴァンドフスキは1894年にベルリンでこの世を去った。彼と妻のヘレネ（Helene）はヴァイセンゼー墓地に眠っている。墓石には次のような刻印がある。「愛が旋律を不滅にする！ Liebe macht das Lied unsterblich!」